# Фаулерс-Бей (город)
Фаулерс-Бей (устар. Ялата) — город в австралийском штате Южная Австралия, расположенный в Порт-Эйре, в западной части более крупного залива Фаулерс, на равнине Налларбор.
Порт Фаулерс-Бей когда-то был действующим, через него шёл путь в западные районы континента, но в 1960-70-х годах он пришёл в упадок. В прошлом залив вместе с городом привлекали лишь рабочих для работы на китобойных суднах, благодаря южным гладким китам, которых довольно часто замечали в Большом Австралийском заливе. Однако начиная с 1980-х годов город стал привлекать больше туристов. На южной стороне города видны большие песчаные дюны, они покрывают часть города из-за переноса ветром.

## История

### Связи с аборигенами
Город расположен на территории, ранее принадлежавшей народу вирангу. После переселения в 1950-х годах на этих землях жили более мелкие родственные народы мирнинг, кокота и маралинга тьярутья.

### Европейские исследования
Береговая линия вокруг залива Фаулерс была впервые нанесена на карту в 1627 году Франсуа Тийссеном, голландским капитаном корабля «Золотой морской конёк». Залив был назван 28 января 1802 года Мэтью Флиндерсом в честь его первого лейтенанта Роберта Фаулера, когда он проплывал мимо островов. Флиндерс нашёл пару островов, нанесенных на карту Тийссеном, и назвал группу Архипелагом Нуйтс.

## Проблемы с песком
Большие песчаные дюны возле залива Фаулерс смещаются ближе к городу и уже к 1970-м годам покрыли дома Кент-Тауна по самые верхушки дымоходов. К XXI веку были покрыты Кент-Таун и Хай-стрит. За десятилетие до 2021 года дюны продвинулись в сторону новой главной дороги в город примерно на 75 метров.
Есть опасения, что изменение климата может усугубить перемещение песка из-за дополнительной нагрузки на растительность, вызванной засушливостью. По оценкам CSIRO, к 2100 году количество осадков в регионе уменьшится примерно на 30 процентов, что значительно повлияет на жизнь растений и на их способность удерживать дюны.
В течение нескольких лет до 2021 года включительно жители города работали над стабилизацией дюн, сажая новую растительность, такую как свойственные для данных широт деревья бубиалла, а правительство Южной Австралии выделило средства для оплаты восстановления растительности хребта, представляющего наибольшой риск для города.